# 始対象と終対象
数学の抽象的な分野である圏論において、圏 𝒞 の始対象（したいしょう、英: initial object, coterminal object）とは、𝒞 の任意の対象 X に対してちょうど一つの射 I → X が存在するような 𝒞 の対象 I のことを指す。圏 𝒞 の終対象（しゅうたいしょう、英: final object, terminal object）とは、始対象の双対概念であり、 𝒞 の任意の対象 X に対してちょうど一つの射 X → T が存在するような 𝒞 の対象 T  のことを指す。
始対象でも終対象でもあるような対象は零対象（れいたいしょう、ゼロたいしょう、英: zero object, null object）と呼ばれる。点付き圏 (pointed category) とは零対象を持つ圏を言う。

## 例
- 空集合は集合の圏 Set において唯一の始対象である。すべての一元集合はこの圏の終対象である。零対象は存在しない。
- 同様に、空位相空間は位相空間の圏 Top において唯一の始対象である。一点空間はこの圏の終対象である。
- 集合と関係の圏 Rel において、空集合は唯一の零対象である。
- 空でない集合の圏において、始対象は存在しない。一元集合は始対象でない。任意の空でない集合は一元集合からの関数が存在するが、この関数は一般には一意でない。

基点付き集合の射。この絵はまた代数的零対象に対しても適用される。

- 基点付き集合の圏（対象はある1点が指定された空でない集合で、(A, a) から (B, b) への射は ƒ(a) = b) であるような関数 ƒ : A → B）Set∗ において、すべての一元集合は零対象である。同様に、基点付き位相空間の圏 Top∗ において、すべての一元集合は零対象である。
- 半群の圏 SemiGrp において、空半群（英語版）は唯一の始対象であり、一元半群（英語版）は終対象である。零対象は存在しない。しかしながら、モノイドからなる部分圏 Mon においては、すべての自明なモノイド（単位元のみからなるもの）は零対象である。
- 群の圏 Grp において、任意の自明群は零対象である。以下の圏に対しても零対象が存在する。アーベル群の圏 Ab、擬環の圏 Rng (零環)、環上の加群の圏、体上のベクトル空間の圏 K-Vect。これらは用語 "zero object" の由来である（詳細は 零対象 (代数学)（英語版）の項を見よ）。
- 単位的環と単位的環準同型のなす圏 Ring において、有理整数環 Z は始対象である。ただ一つの元 0=1 からなる零環は終対象である。
- 体の圏 Field においては、始対象も終対象も存在しない。しかしながら、標数 p の体のなす部分圏 Fieldp において、標数 p の素体は始対象である。
- 任意の 半順序集合 (P, ≤) は圏として解釈できる：対象は P の元であり、x から y へのただ1つの射が存在することと x ≤ y が同値である。この圏が始対象をもつことと P が最小元をもつことは同値である。圏が終対象をもつことと P が最大元をもつことは同値である。
- すべてのモノイドはただ1つの対象をもった圏として考えることができる。この意味で、各モノイドは1つの対象と自身への特定の射の集まりからなる圏である。この1つの対象は、モノイドが自明であるときは始対象かつ終対象だが、そうでなければ、始対象でも終対象でもない。
- グラフの圏において、頂点も辺も含まない空グラフは始対象である。ループ（英語版）が許されていれば、1つの頂点と1つのループからなるグラフが終対象である。単純グラフの圏は終対象をもたない。
- 同様に、関手を射とする小さい圏の圏は空圏を始対象としてもち圏 1 （ただ1つの対象と射からなる圏）を終対象としてもつ。
- 任意の位相空間 X は開集合を対象としてとり射を次のようにとることで圏と見ることができる。ただ1つの射が2つの開集合 U と V の間に存在することと U ⊂ V が同値である。空集合がこの圏の始対象であり X が終対象である。これは上で述べた「半順序集合」の特別な場合である。P := 開集合系 ととればよい。
- X が位相空間であり（上記のように圏と見なす）𝒞 が小さい圏であれば、自然変換を射とすることで、X から 𝒞 へのすべての反変関手からなる圏を作ることができる。この圏は 「𝒞 に値を持つ X 上の前層の圏」と呼ばれる。𝒞 が始対象 c をもてば、すべての開集合を c に送る定値関手は前層の圏における始対象である。同様に、𝒞 が終対象をもてば、対応する定値関手が終前層となる。
- スキームの圏において、整数環の素スペクトル Spec(Z) は終対象である。空スキーム（零環の素スペクトルに等しい）は始対象である。
- アーベル群の準同型 ƒ: A → B を固定すれば、すべてのペア (X, φ) ただし X はアーベル群で φ: X → A は群準同型で ƒφ = 0 となるようなものからなる圏 C を考えることができる。ペア (X, φ) からペア (Y, ψ) への射は ψr = φ という性質をもった群準同型 r: X → Y として定義される。ƒ の核はこの圏の終対象である。これは核の普遍性の言い直しに過ぎない。類似の構成によって、ƒ の余核 もある適切な圏の始対象と見ることができる。
- 代数的モデルの解釈の圏において、始対象は始代数、つまりモデルが許すのと同じだけたくさんの異なる対象を提供しそれより多くは提供しない解釈、である。

## 性質

### 存在と一意性
始対象や終対象は与えられた圏において存在するとは限らない。しかしながら、存在すればそれらは本質的に一意である。具体的には、I1 と I2 が2つの異なる始対象であれば、それらの間に唯一の同型が存在する。さらに、I が始対象であれば、I に同型な任意の対象はまた始対象である。同様のことは終対象に対しても正しい。
完備圏に対しては始対象の存在定理が存在する。具体的には、（局所的に小さい完備圏 𝒞 が始対象をもつことと、集合 I（真クラスでない）と I で添え字づけられた 𝒞 の対象の族 (Ki) が存在して、𝒞 の任意の対象 X に対して少なくとも1つの射 Ki → X がある i ∈ I に対して存在することは同値である。

### 同値な定式化
圏 𝒞 における終対象は唯一の空図式 ∅ → 𝒞 の極限として定義することもできる。空圏は自明に離散圏なので、終対象は空積と考えることができる（積は実際一般に離散図式 {X_i} の極限である）。双対的に、始対象は空図式 ∅ → 𝒞 の余極限であり空余積あるいは圏論的和と考えることができる。
極限を保つ任意の関手は終対象を終対象に写すことと、余極限を保つ任意の関手は始対象を始対象に写すことが、従う。例えば、自由対象をもった任意の具体圏における始対象は空集合で生成された自由対象になる。（なぜならば自由関手は Set への忘却関手への左随伴であり、余極限を保つからである。）
始対象と終対象は普遍性と随伴関手の言葉で特徴づけることもできる。1 をただ1つの対象（• と表記する）からなる離散圏とし、U: 𝒞 → 1 を 1 への唯一の（定値）関手とする。すると
- 𝒞 の始対象 I は • から U への普遍射である。 • を I に送る関手は U に左随伴である。
- 𝒞 の終対象 T は U から • への普遍射である。 • を T に送る関手は U に右随伴である。

### 他の圏論的構成との関係
圏論における多くの自然な構成は適切な圏における始対象や終対象を見つけることによって定式化できる。
- 対象 X から関手 U への普遍射はコンマ圏 (X ↓ U) における始対象として定義できる。双対的に、U から X への普遍射は (U ↓ X) における終対象である。
- 図式 F の極限は F への錐の圏（英語版） Cone(F) における終対象である。双対的に、F の余極限は F からの錐の圏における始対象である。
- 関手 F の Set への表現は F の要素の圏（英語版）における始対象である。
- 終関手（英語版）（あるいは始関手（英語版））の概念は終対象（あるいは始対象）の概念の一般化である。

### 他の性質
- 始対象または終対象 I の自己準同型モノイドは自明である。 End(I) = Hom(I, I) = {idI}.
- 圏 𝒞 が零対象 0 をもてば、𝒞 の対象の任意のペア X と Y に対して、唯一の合成 X → 0 → Y は X から Y への零射である。